# Chausey

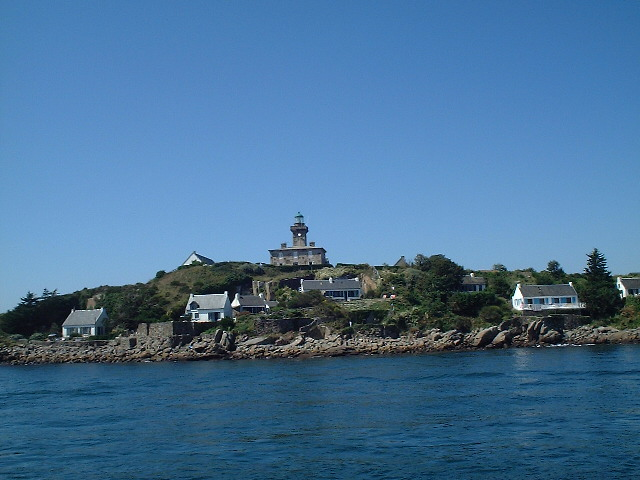
Maják na ostrově Grande Ile

Chausey je souostroví v Lamanšském průlivu administrativně náležející k Francii. Leží asi 15 kilometrů severozápadně od francouzského přístavu Granville se kterým má pravidelné lodní spojení; další lodní linky odplouvají ze Saint-Malo. Největší ostrov zvaný Grande Ile (Velký ostrov) měří na délku necelé dva kilometry, trvale zde žije jen hrstka obyvatel.
Souostroví leží v jednom z míst s nejsilnějším přílivem a odlivem v Evropě – maximální rozdíl úrovně hladin dosahuje okolo 14 metrů. Při nejnižším odlivu je souostroví tvořeno 365 ostrovy a ostrůvky, zatímco při nejvyšším přílivu jich nad hladinou zbývá asi jen pět desítek. Souostroví je součástí evropské sítě Natura 2000.
Na ostrově se nacházejí zaniklé lomy na těžbu žuly, která byla využívána mj. pro stavbu nedalekého kláštera Mont-Saint-Michel.